# Бразильская Антарктика

Бразильская Антарктика (порт. Antártida Brasileira) — сектор Антарктики от 60° южной широты до Южного полюса и между 28° и 53° западной долготы.
В апреле 1958 года министерство иностранных дел Бразилии намеревалось заявить о своих правах на земли в Антарктике в секторе от 34°40′ западной долготы до 53°20′ западной долготы, однако это так и осталось в планах.
Бразилия подписала Договор об Антарктике 16 мая 1975 года, сделав оговорки по поводу своих основ для территориальных претензий. Однако в 1986 году сектор Бразильская Антарктика был объявлен зоной бразильских интересов, хотя официально никакие территориальные претензии при этом не выдвигались. Территория Бразильской Антарктики пересекается с Аргентинским и Британским секторами.
Бразилия с каждым годом укрепляет своё присутствие в Антарктике. С 1984 года работала круглогодичная антарктическая станция «Команданте Феррас», располагавшаяся, правда, в официальном секторе Бразилии за пределами Бразильской Антарктики. В 2008 году первым из глав государств территорию посетил Президент Бразилии Луис Инасиу Лула да Силва. Правда, ещё раньше, в феврале 2005 года, Землю королевы Мод посетила норвежская королева Соня, но она не является официальным главой государства. За месяц до визита президента базу посетили 13 бразильских парламентариев. В 2012 году станция была уничтожена пожаром.